# Berliner Straße (Bad Freienwalde)
Die Berliner Straße ist ein historisch entstandener Verkehrsweg in Bad Freienwalde (Oder). Erwähnenswert sind hier drei Baudenkmale sowie die nördlichsten Skisprungschanzen in Deutschland.

## Lage und Geschichte
Die Berliner Straße ist eine Hauptstraße in Bad Freienwalde und hier gleichzeitig ein Abschnitt der Bundesstraße 158. Die Straße führt, von Südwesten kommend, bergab in das Stadtzentrum. Kurz bevor der Innenstadtbereich erreicht wird, wird die Bundesstraße 158 als Hochstraße weiter geführt, die Berliner Straße zweigt südlich ab und mündet in die Gesundbrunnenstraße.
Der Name der Straße wechselte mehrmals. In der Zeit von 1933 bis 1945 hieß sie Adolf-Hitler-Straße, von 1945 bis 1963 Stalinstraße und von 1963 bis 1991 Straße-der-Deutsch-Sowjetischen-Freundschaft. Seit 1991 heißt sie wieder Berliner Straße.

## Baudenkmale

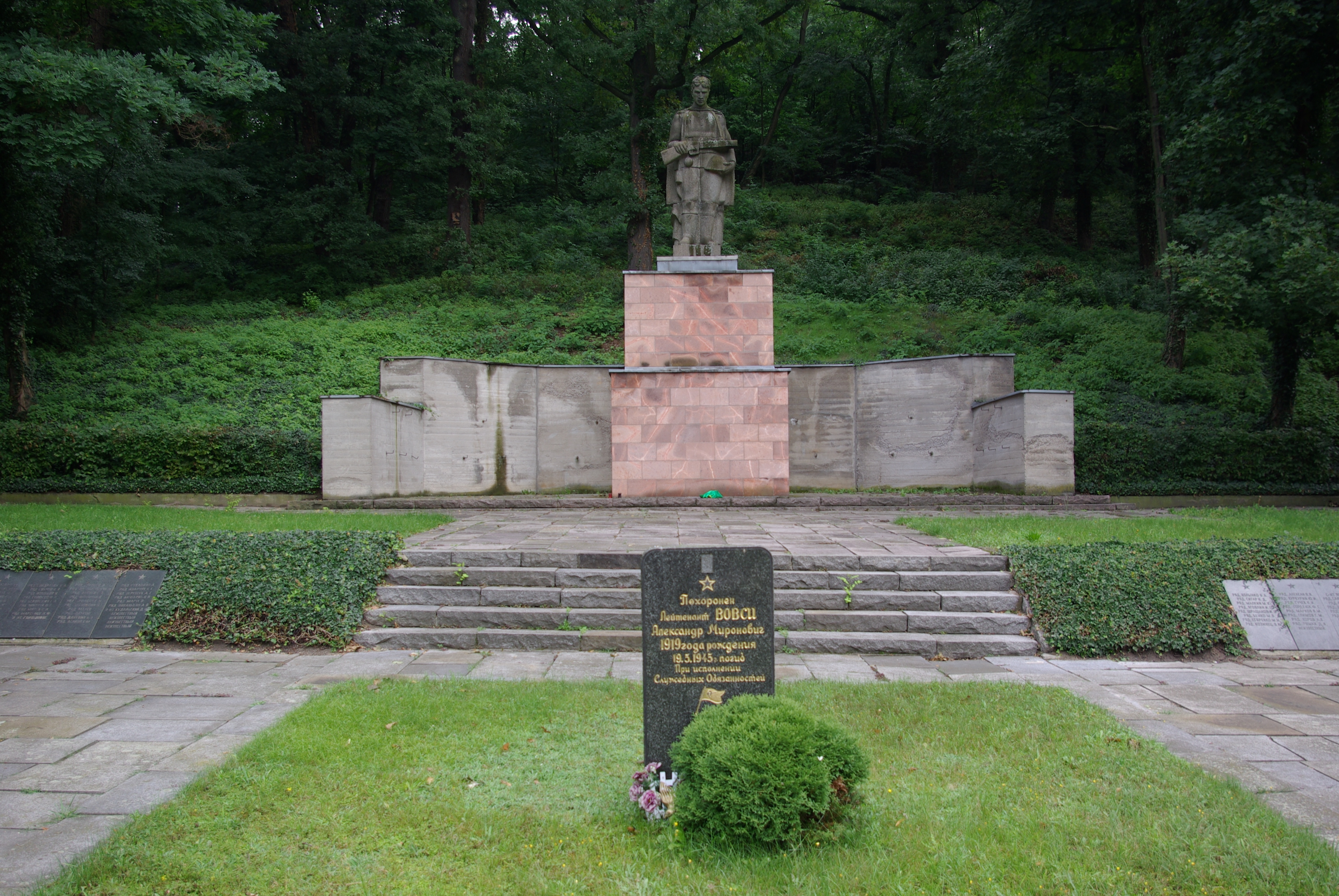
Der Sowjetische Gefallenenfriedhof

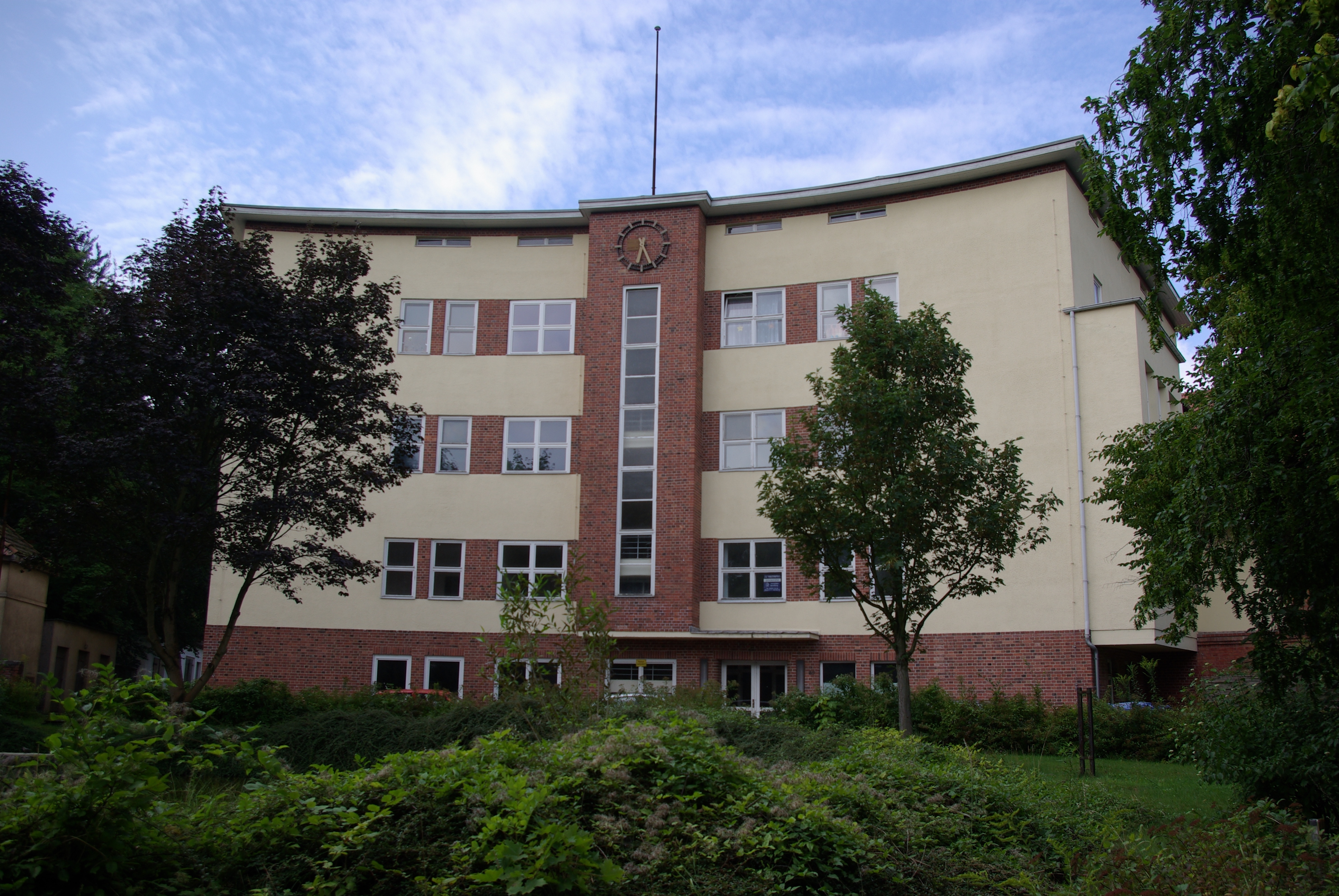
Das Krankenhaus

- Der Sowjetische Soldatenfriedhof befindet sich am Schlosspark, nördlich der Straße am Beginn der Innenstadt. Der Friedhof wurde für 1843 Soldaten und Offiziere, die bei den Endkämpfen im Zweiten Weltkrieg auf Gemeindegebiet gefallen sind, angelegt. Er entstand bereits kurz nach dem Kriegsende; im Jahre 1983 wurde der Friedhof in eine Gedenkanlage umgebaut. Geprägt wird die Anlage von einem Denkmal. Ein trauernder Soldat mit Gewehr und Stahlhelm steht auf einem Sockel. An der linken Seite befinden sich sechs große Bronzetafeln mit Gedenkinschriften.

- Das Haus Berliner Straße 5 wurde im Jahre 1875 als Villa Wendroth erbaut. Nach privaten Nutzungen diente es von 1959 bis 1990 als Haus der Jungen Pioniere. Heute wird es von der Kreismusikschule genutzt. Die Turmvilla ist eingeschossig und aus gelben Ziegeln errichtet worden. Der Mittelteil des Hauses hat vier Achsen, rechts und links befinden sich hervorstehende Trakte mit je einem Satteldach.

- Das Krankenhausensemble in der Berliner Straße 29/30 besteht aus drei Teilen. Der Älteste entstand im Jahre 1872. Die Klinik wurde 1902/1903 um ein Gebäude erweitert. Das dritte Gebäude an der Ecke zur August-Heese-Straße wurde am 1. Dezember 1930 eingeweiht. Dieser dritte Erweiterungsbau wurde im Stil der Neuen Sachlichkeit errichtet. Das Haus hat vier Geschosse; seine Hauptfassade ist konkav gestaltet. Die Mittelachse mit dem Treppenhaus und das Erdgeschoss sind mit Klinkern verblendet.

## Sportanlagen an der Straße
An der Berliner Straße befinden sich die Schanzen am Papengrund, die das nördlichste Skisprungzentrum Deutschlands sind.